# Liste der Baudenkmäler im Kölner Stadtteil Stammheim
Die folgende Liste enthält die in der Denkmalliste ausgewiesenen Baudenkmäler auf dem Gebiet des Stadtteils Köln-Stammheim, Stadtbezirk Köln-Mülheim, Nordrhein-Westfalen.
Hinweis: Die Reihenfolge der Baudenkmäler in dieser Liste orientiert sich an den Straßennamen und ist alternativ nach Hausnummern, Denkmallistennummer oder Bezeichnung sortierbar.
Basis ist die offizielle Kölner Denkmalliste (Stand: 16. August 2012), die Baudenkmäler und Denkmalbereiche auflistet. Dabei kann es sich beispielsweise um Sakralbauten, Wohn- und Fachwerkhäuser, historische Gutshöfe und Adelsbauten, Industrieanlagen, Wegekreuze und andere Kleindenkmäler sowie Grabmale und Grabstätten, die eine besondere Bedeutung für die Geschichte Kölns haben, handeln. Grundlage für die Aufnahme in die offiziellen Denkmallisten ist das Denkmalschutzgesetz Nordrhein Westfalens.

Denkmäler nach Straßen geordnet: A | D | E | G | H | S | T 
| Bild                           | Bezeichnung | Lage                                                                                       | Beschreibung                                                                          | Bauzeit                | Einge- tragen seit | Denk- mal- nr. |
| ------------------------------ | --- | ------------------------------------------------------------------------------------------ | ------------------------------------------------------------------------------------- | ---------------------- | ------------------ | -------------- |
| Fotos hochladen                | Grün- und Sportanlage                                                                                           | Stammheim Am Stammheimer Häuschen, ehem. Fort XII Karte                                    | Luft- und Lichtbad; Entwurf: Fritz Encke                                              | 1927/29                | 1. Juli 1980       | 625            |
| Fotos hochladen                | Wohnhaus | Stammheim Diependahlstr. 1 / Stammheimer Hauptstraße Karte                                 |                                                                                       |                        | 13. April 1993     | 6798           |
| Fotos hochladen                | Schule | Stammheim Diependahlstr. 12 Karte                                                          |                                                                                       |                        | 1. Juli 1980       | 645            |
| Fotos hochladen                | Wegekreuz | Stammheim Egonstr. o. Nr. Karte                                                            | Wegekreuz an der Mauer des Schlossparks                                               |                        | 1. Juli 1980       | 692            |
| Fotos hochladen                | Kleindenkmal (Wegekreuz)                                                                                        | Stammheim Gisbertstraße / Stammheimer Ring Karte                                           |                                                                                       | 1884                   | 1. Juli 1980       | 656            |
| Fotos hochladen                | Fachwerkwinkelhofanlage Wichrather Hof                                                                          | Stammheim Hofstr. 21 Karte                                                                 |                                                                                       |                        | 7. April 1994      | 7103           |
| Fotos hochladen                | Friedhof | Stammheim Scharffensteinstr. o. Nr. Karte                                                  | Friedhof Scharffensteinstraße (Stammheim alt)                                         |                        | 1. Juli 1980       | 686            |
| Fotos hochladen                | Allee | Stammheim Schloßstraße Karte                                                               | Allee von der Höhe Schloßstr. 23/28 bis zur Stammheimer Hauptstraße                   | um 1900                | 1. Juli 1980       | 687            |
| weitere Bilder Fotos hochladen | Nordwestlicher Faulturm: am Klärwerk/techn. Denkmal                                                             | Stammheim Stammheimer Deichweg o. Nr.                                                      |                                                                                       |                        | 12. März 1990      | 5526           |
| Fotos hochladen                | Wohnhaus | Stammheim Stammheimer Hauptstr. 31 Karte                                                   |                                                                                       |                        | 3. März 1989       | 4859           |
| Fotos hochladen                | Wohnhaus | Stammheim Stammheimer Hauptstr. 51 Karte                                                   |                                                                                       |                        | 9. April 1987      | 4113           |
| Fotos hochladen                | Wohnhaus | Stammheim Stammheimer Hauptstr. 55 Karte                                                   |                                                                                       |                        | 9. Dezember 1986   | 3995           |
| Fotos hochladen                | Wohnhaus | Stammheim Stammheimer Hauptstr. 56 Karte                                                   |                                                                                       |                        | 10. Juni 1991      | 6091           |
| Fotos hochladen                | Wohnhaus | Stammheim Stammheimer Hauptstr. 57 Karte                                                   |                                                                                       |                        | 9. April 1987      | 4114           |
| Fotos hochladen                | Wohnhaus | Stammheim Stammheimer Hauptstr. 58 Karte                                                   |                                                                                       |                        | 26. Januar 1996    | 7762           |
| Fotos hochladen                | Wohnhaus | Stammheim Stammheimer Hauptstr. 60 Karte                                                   |                                                                                       |                        | 19. August 1996    | 7936           |
| Fotos hochladen                | Kirche St. Mariä Geburt                                                                                         | Stammheim Stammheimer Hauptstr. 65 Karte                                                   |                                                                                       |                        | 20. Juli 1983      | 1056           |
| Fotos hochladen                | Altenheim im Schlosspark/Ulrich-Haberland-Haus (zuvor Lage der Wirtschaftsgebäude des Schloss Stammheim (Köln)) | Stammheim Stammheimer Hauptstr. 67 Karte                                                   |                                                                                       |                        | 19. Mai 1989       | 5050           |
| Fotos hochladen                | Parkanlage u. Kleindenkmal/Schlosspark Stammheim                                                                | Stammheim Stammheimer Hauptstr. 67 Karte                                                   | Parkanlage, entworfen durch Maximilian Friedrich Weyhe für Franz Egon von Fürstenberg | 1832                   | 1. Juli 1980       | 694            |
| Fotos hochladen                | Wegekreuz | Stammheim Stammheimer Hauptstraße, gegenüber Nr. 92 Karte                                  |                                                                                       |                        | 1. Juli 1980       | 692            |
| Fotos hochladen                | ehem. Bahnhof                                                                                                   | Stammheim Stammheimer Ring 88 Karte                                                        |                                                                                       |                        | 28. Oktober 1994   | 7246           |
| Fotos hochladen                | Allee und Platzgestaltung                                                                                       | Stammheim Stammheimer Ring / Bilharzstraße Karte                                           |                                                                                       | 2. Hälfte 1920er Jahre | 1. Juli 1980       | 636            |
| Fotos hochladen                | Allee | Stammheim Stammheimer Ring bis Bilharzstraße Karte                                         |                                                                                       | 1920er Jahre           | 1. Juli 1980       | 693            |
| weitere Bilder Fotos hochladen | Technisches Denkmal (Wasserturm)                                                                                | Stammheim Türkstraße, hinter Nr. 24, zw. Stammheimer Ufer und Hans-Josef-Michels-Weg Karte |                                                                                       |                        | 1. Juli 1980       | 701            |